# 戦争術

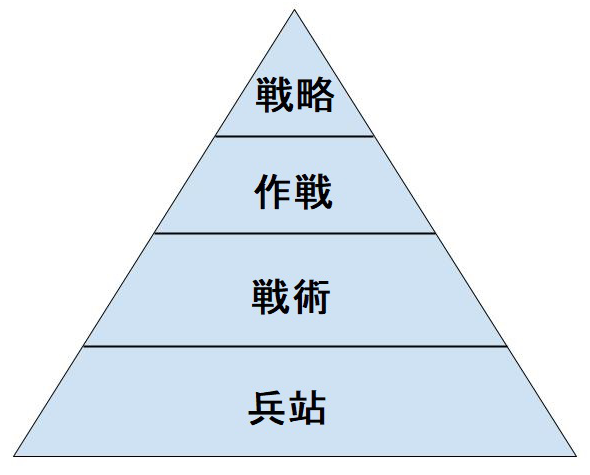
タスク管理ピラミッドで表される戦争術

戦争術（せんそうじゅつ、英: Art of war）とは戦争を遂行するための個人や集団の能力または技術をいう。

## 概要
戦争術とは戦争の効率的な準備や遂行を可能にするための技術であり、歴史的には原始的戦争（Primitive war）と文明的戦争（Civilized war）を区別する技術である。現代的な観点から戦争術を観察すると、そこにはリーダーシップ、戦略や戦術、兵站術など、戦争において必要な技術が含まれている。古代において馬を利用することで騎兵やチャリオットが重要な戦力として確立されたことは、戦争術の最初の重要な発展の契機となった。
マケドニアのアレクサンドロス3世はペルシアとの戦争で規律ある歩兵部隊と運動性がある騎兵を戦術的に組み合わせることに成功した。古代の戦争術は後に地中海世界においてハンニバルやシーザーに受け継がれた。このような古代の戦争術はルネサンスの時代に再び再評価され、ニッコロ・マキャヴェッリは『戦術論』で古代の戦争術をヨーロッパにもたらした。
近世から近代のヨーロッパにおいては戦争術が革新されていき、戦争術を科学的方法によって明らかにしようとする啓蒙主義的な研究者も現れた。ナポレオン戦争でナポレオン1世は巧みな戦争術を以って大規模な戦力を機動的に運用し、敵の脆弱な地点や方面に対して優勢な戦力を集中させた。ナポレオン戦争の後の南北戦争や第一次世界大戦では産業革命の影響から、内燃機関の開発や大量生産の確立など軍事技術に関する著しい技術革新が起こった。この頃から戦争術は軍事的要素だけでなく、経済的要素や技術的要素を含んだ戦争指導のための総合的な技術へと成長した。
第二次世界大戦でも航空機や核兵器が本格的に軍事利用されるようになり、特に核戦争の可能性は戦争術を条件付ける環境を根本的に変化させた。冷戦期の戦争術は伝統的な戦争術とは全く異なる意味合いを持つようになり、従来の軍事力の使用に加えて核攻撃の使用が考慮されるようになった。それだけでなく、現代の戦争術はベトナム戦争やアフガニスタンにおける不正規戦争や冷戦における軍備管理、情報戦など新しい様相を伴う戦争を遂行するための手段を総合的に使用するための技術となっている。